# 法蘭茲·約瑟夫 (霍恩洛厄-希靈斯菲斯特)
法蘭茲·約瑟夫·霍恩洛厄-希靈斯菲斯特（Franz Joseph zu Hohenlohe-Schillingsfürst，1787年11月26日—1841年1月14日）是德國貴族霍恩洛厄家族的成員，卡爾·阿爾布雷希特二世之子，第五代霍恩洛厄-希靈斯菲斯特親王，德國首相克洛德維希·霍恩洛厄-希靈斯菲斯特的父親。

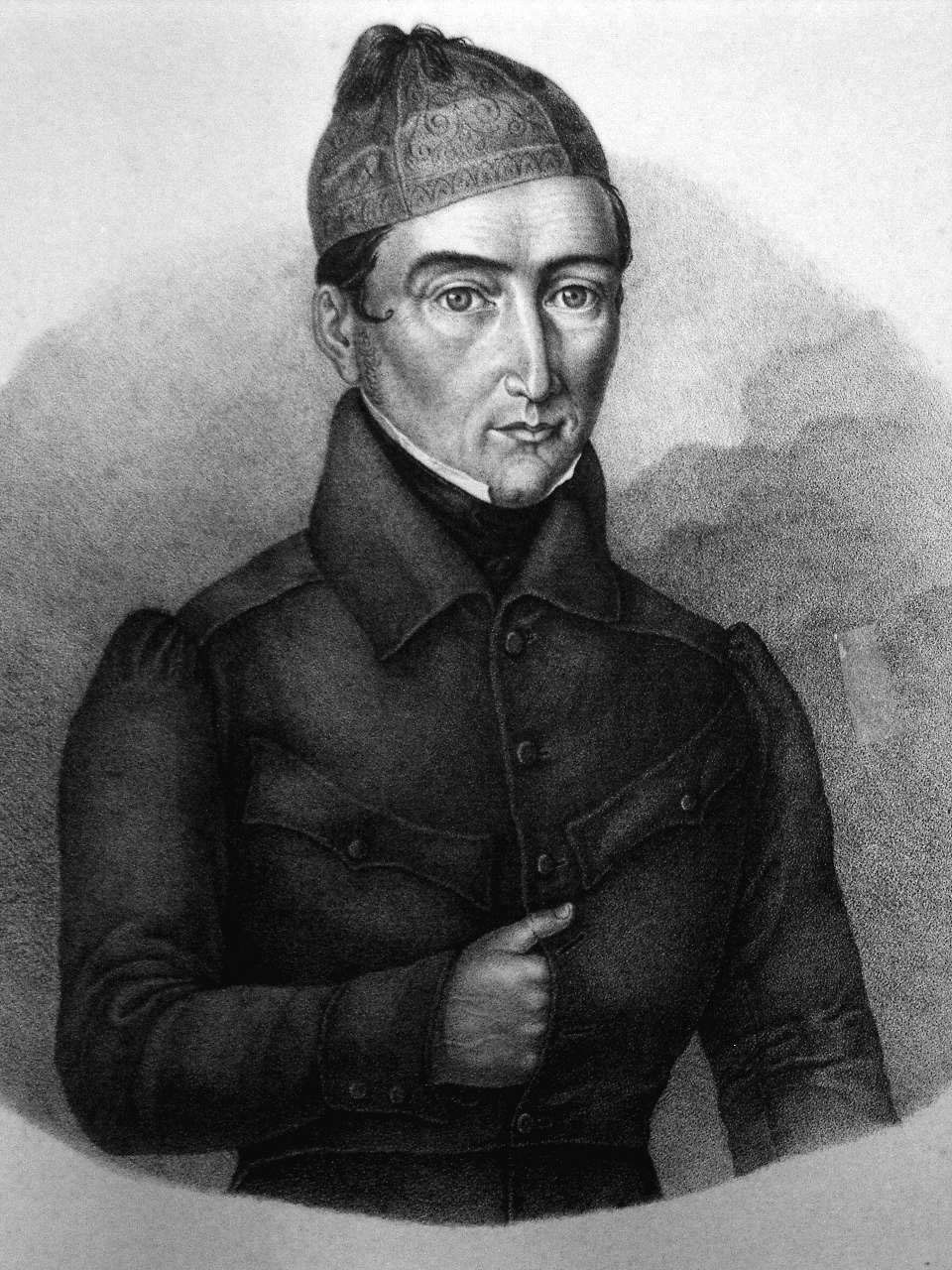
法蘭茲·約瑟夫

## 子女
他與霍恩洛厄-朗根堡親王卡爾·路德維希一世的女兒康斯坦絲有六個孩子。
- 特蕾絲（1816—1891）
- 維克多一世（1818—1893）
- 克洛德維希（1819—1901）
- 阿瑪莉埃（1821—1902）
- 古斯塔夫·阿道夫（1823—1896）
- 康斯坦丁（1828—1896）